# 國家紀念區
國家紀念區（英語：National Monument）是美國國家公園體系之下的一種公園，多數由美國國家公園管理局、美國土地管理局、美國國家森林局及美國魚類及野生動物管理局負責管理。跟美國國家公園的不同在於國家紀念區的成立只需要美國總統單方面宣布，而不需要像國家公園的成立還需要美國國會投票通過。優點是總統可以有權利快速的設立一個保護的區域，不需要等待國會漫長的表決過程。相對的，缺點是國家紀念區所取得的經費和保護措施較少。但是很多國家紀念區都有將來被升等為國家公園的可能性。許多國家公園在正式被升等為國家公園之前都曾經是國家紀念區，例如知名的大峽谷國家公園。
總統成立國家紀念區的權限來自於1906年的《古蹟保存法》（Antiquities Act）。西奧多·羅斯福總統使用此權限保存了大量的土地，包括成立魔鬼塔國家紀念區成為第一個國家紀念區。